# Aeroporto Internacional de Heraclião
O Aeroporto Internacional de Heraclião-Níkos Kazantzákis (IATA: HER, ICAO: LGIR) é o principal aeroporto da Ilha de Creta, na Grécia e segundo aeroporto mais movimentado do pais. O aeroporto está localizado a 5 km ao leste da cidade de Heraclião, próximo ao município de Néa Alicarnassós. O aeroporto serve as cidades de Heraclião, Ágios Nikolaos, Mália, Chersonissos, Stalida, Elunda e outros resorts.

## Movimento
Trafego anual de voos e passageiros
| Ano  | Voos   | Passageiros | Comparativo (%) |
| ---- | ------ | ----------- | --------------- |
| 2001 | 39 290 | 5 046 726   | -2.0            |
| 2002 | 36 664 | 4 791 729   | -5.1            |
| 2003 | 39 523 | 4 833 507   | +0.9            |
| 2004 | 38 170 | 4 712 508   | -25             |
| 2005 | 38 266 | 4 932 911   | +4.7            |
| 2006 | 43 740 | 5 345 652   | +8.4            |
| 2007 | 46 012 | 5 438 369   | +1.7            |
| 2008 | 45 280 | 5 437 068   | -0.02           |
| 2009 | 44 842 | 5 052 840   | -7.1            |
| 2010 | 42 396 | 4 907 337   | -2.9            |
| 2011 | 44 520 | 5 292 687   | +7.9            |
| 2012 | 40 856 | 5 076 329   | -4.6            |
| 2013 | 43 544 | 5 792 429   | +14.7           |
| 2014 | 43 637 | 6 024 958   | +5.2            |
| 2015 | 43 970 | 6 057 355   | +0.5            |